# ミスティック・ピザ
『ミスティック・ピザ』（Mystic Pizza）は、1988年のアメリカ合衆国のロマンティック・コメディ映画。
監督はドナルド・ペトリ、出演は アナベス・ギッシュ、ジュリア・ロバーツ、リリ・テイラーなど。
コネチカットの田舎町にあるピザハウス「ミスティック・ピザ」で働く3人の若い女性の一夏の恋模様を描いている。
マット・デイモンのデビュー作で、ジュリア・ロバーツ（が演じる主人公の1人）の恋人の家族役として数カット出演している。

## キャスト
※日本語吹替はVHS版
キャット・アルージョ
演 - アナベス・ギッシュ、日本語吹替 - 佐々木優子
しっかり者の優等生。進学予定のエール大学で天文学を専攻する予定。
デイジー・アルージョ
演 - ジュリア・ロバーツ、日本語吹替 - 高島雅羅
キャットの姉。奔放。おぼっちゃまのチャールズに一目惚れ。
ジョジョ・バルボザ
演 - リリ・テイラー、日本語吹替 - 井上瑤
ビルとの結婚式の最中に極度の緊張から失神してそのまま結婚式を取り止めてしまった。
ビル
演 - ヴィンセント・ドノフリオ、日本語吹替 - 井上和彦
ジョジョの婚約者。愛し合っているのになかなか結婚しようとしないジョジョに苛立つ。
ティム・トラヴァース
演 - ウィリアム・R・モーゼス、日本語吹替 - 大塚芳忠
キャットがベビーシッターをしている子供の父親。妻と別居中。キャットと惹かれ合う。
チャールズ・ゴードン・ウィンザー・ジュニア
演 - アダム・ストーク、日本語吹替 - 山寺宏一
おぼっちゃまの大学生。デイジーに一目惚れ。
レオナ
演 - コンチャータ・フェレル、日本語吹替 - 片岡富枝
ミスティック・ピザの女主人。亡父秘伝のソースが売り。
アルージョ夫人
演 - ジョアンナ・マーリン、日本語吹替 - 鈴木れい子
キャットとデイジーの母。
フィービー・トラヴァース
演 - ポーシャ・ラドクリフ、日本語吹替 - 坂本千夏
ティムの娘。キャットがベビーシッターをしている。
スティーマー
演 - マット・デイモン、日本語吹替 - 子安武人
チャールズの親族。

## 作品の評価
Rotten Tomatoesによれば、批評家の一致した見解は「『ミスティック・ピザ』はその同名の食べ物のように、ありふれていて、ロマンスをトッピングしていて、そして真価を発揮している。」であり、24件の評論のうち高評価は75%にあたる18件で、平均点は10点満点中6.70点となっている。
Metacriticによれば、10件の評論のうち、高評価は4件、賛否混在は5件、低評価は1件で、平均点は100点満点中60点となっている。